# Fanø Lokalliste
Fanø Lokalliste er en tværpolitisk liste, dannet i 2013 ved kommunalvalget. Listen har to mandater i Fanø Kommune.

## Historie
Fanø Lokalliste blev stiftet af Kristine Kaas Krog i 2013 da hun ønskede et tværpolitisk alternativ på Fanø. Kristines svigerfar Erling Krog sad i Fanø byråd, men valgte i september at melde sig ud af Venstre og i stedet gå ind i Lokallisten på grund af interne uenigheder i Vestres lokale afdelingen. Ved kommunalvalget samme år fik listen ét mandat med 14,8 procent af stemmerne.
Ved kommunalvalget i 2017 vandt Fanø Lokalliste 2 mandater. Ved de efterfølgende konstitueringsforhandlinger lykkes det for Kristine Kaas Krog at få en aftale i hus, der pegede på hende som ny borgmester. Denne aftale blev dog efterfølgende draget i tvivl, og efter yderligere forhandlinger, som Fanø Lokalliste ikke var en del af, endte det med, at et nyt flertal pegede på Alternativet som nyt borgmesterparti på Fanø.

## Ekstern henvisning
- Fanø Lokalliste Arkiveret 25. november 2013 hos  Wayback Machine